# Linas Balsys

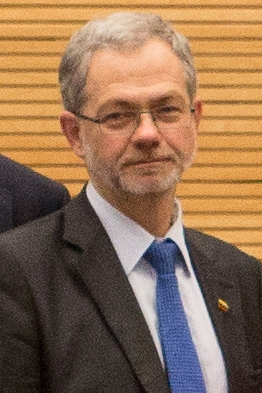
Linas Balsys (2015)

Linas Balsys (* 1. Mai 1961 in Vilnius) ist ein litauischer Journalist und Politiker.

## Leben
Nach dem Abitur 1979 an der 23. Mittelschule Vilnius absolvierte Balsys 1984 das Diplomstudium der Journalistik an der Vilniaus universitetas (VU). Ab 1982 arbeitete er bei Lietuvos radijas und ab 1986 bei Lietuvos televizija als Moderator, ab 1997 beim ersten litauischen privaten Radiosender „M-1 Plius“. Von 2009 bis 2011 war er Pressesprecher der litauischen Staatspräsidentin Dalia Grybauskaitė und ab 2011 lehrte an der Kommunikationsfakultät der VU. 2011 gründete er das Institut für grüne Politik sowie die Grüne Partei Litauens deren Parteivorsitzender er ist. Bei der Parlamentswahl in Litauen 2012 trat er als unabhängiger Kandidat an und gewann das Direktmandat in seinem Wahlkreis. Seitdem ist er Abgeordneter im Seimas.